# Macrorileya oecanthi
Macrorileya oecanthi är en stekelart som först beskrevs av William Harris Ashmead 1894.  Macrorileya oecanthi ingår i släktet Macrorileya och familjen kragglanssteklar. Inga underarter finns listade i Catalogue of Life.